# Wereldkampioenschappen zwemmen 2025 – 1500 meter vrije slag vrouwen
De 1500 meter vrije slag voor vrouwen op de wereldkampioenschappen zwemmen 2025 in Singapore vond plaats op 28 en 29 juli 2025. 

## Records
Voorafgaand aan het toernooi waren dit het wereldrecord en het kampioenschapsrecord
| Wereldrecord         | Katie Ledecky | 15.20,48 | Indianapolis | 16 mei 2018     |
| Kampioenschapsrecord | Katie Ledecky | 15.25,48 | Kazan        | 4 augustus 2015 |

## Uitslagen
De acht snelste zwemmers in de series kwalificeerden zich voor de finale.

### Series
| Rang | Serie | Baan | Naam                       | Land             | Tijd     | Bijz. |
| ---- | ----- | ---- | -------------------------- | ---------------- | -------- | ----- |
| 1    | 3     | 4    | Katie Ledecky              | Verenigde Staten | 15.36,68 | Q     |
| 2    | 2     | 4    | Lani Pallister             | Australië        | 15.46,95 | Q     |
| 3    | 2     | 3    | Simona Quadarella          | Italië           | 15.47,43 | Q     |
| 4    | 2     | 7    | Gan Ching Hwee             | Singapore        | 16.01,29 | Q, NR |
| 5    | 3     | 3    | Li Bingjie                 | China            | 16.02,31 | Q     |
| 6    | 3     | 6    | Moesha Johnson             | Australië        | 16.05,13 | Q     |
| 7    | 3     | 5    | Anastasiya Kirpichnikova   | Frankrijk        | 16.06,97 | Q     |
| 8    | 3     | 1    | Yang Peiqi                 | China            | 16.08,19 | Q     |
| 9    | 2     | 5    | Isabel Marie Gose          | Duitsland        | 16.08,41 |       |
| 10   | 2     | 1    | Ichika Kajimoto            | Japan            | 16.09,65 |       |
| 11   | 2     | 6    | Jillian Cox                | Verenigde Staten | 16.09,74 |       |
| 12   | 3     | 2    | Ksenia Misharina           | Neutrale vlag    | 16.12,35 |       |
| 13   | 2     | 8    | Caitlin Deans              | Nieuw-Zeeland    | 16.13,16 |       |
| 14   | 2     | 9    | Kristel Kobrich            | Chili            | 16.22,66 |       |
| 15   | 3     | 8    | Viktória Mihályvári-Farkas | Hongarije        | 16.28,04 |       |
| 16   | 3     | 7    | Eve Thomas                 | Nieuw-Zeeland    | 16.28,10 |       |
| 17   | 2     | 2    | Vivien Jackl               | Hongarije        | 16.29,60 |       |
| 18   | 2     | 0    | Gabrielle Roncatto         | Brazilië         | 16.31,26 |       |
| 19   | 1     | 4    | Artemis Vasilaki           | Griekenland      | 16.36,57 |       |
| 20   | 3     | 9    | Leticia Fassina Romão      | Brazilië         | 16.37,65 |       |
| 21   | 1     | 5    | Kim Chae-yun               | Zuid-Korea       | 16.47,88 |       |
| 22   | 1     | 7    | Delfina Dini               | Argentinië       | 16.48,03 |       |
| 23   | 1     | 3    | Thilda Häll                | Zweden           | 16.52,74 |       |
| 24   | 1     | 2    | Anna Kalandadze            | Georgië          | 16.55,47 |       |
| 25   | 3     | 0    | Diana Duraes               | Portugal         | 16.56,80 |       |
| 26   | 1     | 6    | Catherine van Rensburg     | Zuid-Afrika      | 16.59,73 |       |
| 27   | 1     | 1    | Kyra Rabess                | Kaaimaneilanden  | 17.15,71 |       |

### Finale
| Rang   | Baan | Naam                     | Land             | Tijd     | Bijz. |
| ------ | ---- | ------------------------ | ---------------- | -------- | ----- |
| Goud   | 4    | Katie Ledecky            | Verenigde Staten | 15.26,44 |       |
| Zilver | 3    | Simona Quadarella        | Italië           | 15.31,79 | ER    |
| Brons  | 5    | Lani Pallister           | Australië        | 15.41,18 |       |
| 4      | 2    | Li Bingjie               | China            | 15.49,54 |       |
| 5      | 1    | Anastasiya Kirpichnikova | Frankrijk        | 15.57,40 |       |
| 6      | 7    | Moesha Johnson           | Australië        | 16.02,45 |       |
| 7      | 6    | Gan Ching Hwee           | Singapore        | 16.03,51 |       |
| 8      | 8    | Yang Peiqi               | China            | 16.04,93 |       |